# 後藤富士男
後藤 富士男（ごとう ふじお、1954年 - ）は、日本の経済学者。研究テーマは北朝鮮を含む各種経済体制の研究、経済政策。　

## 来歴
石川県出身。京都産業大学経営学部卒業。京都産業大学大学院経済学研究科修了。経済学博士。現代文化研究所研究員、徳山大学経済学部教授の後、1996年4月より京都産業大学経済学部教授。